# Ernest Chapman

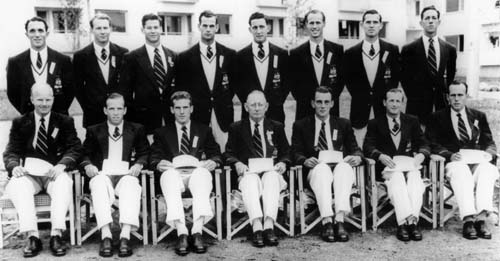
Chapman (hintere Reihe ganz links) im olympischen Ruderteam von 1952

Ernest William Chapman OAM (* 11. April 1926; † 21. März 2013) war ein australischer Ruderer.
Chapman startete für den Sydney Rowing Club, dem er sein Leben lang treu blieb. Bei der olympischen Ruderregatta 1952 in Helsinki gewann er mit dem australischen Männer-Achter auf Platz 2 sitzend die Bronzemedaille hinter den Mannschaften der USA und der Sowjetunion. Von 1975 bis 1978 und von 1979 bis 1995 war er Vorsitzender des Sydney RC. Für seine Verdienste um den australischen Rudersport wurde er mit der Medal of the Order of Australia (OAM) ausgezeichnet.